# Ruine Spitzburg
Die Ruine Spitzburg, auch Ramlinsburg oder Altschloss genannt, ist die Ruine einer Höhenburg auf einem Hügel in der Gemeinde Ramlinsburg im schweizerischen Kanton Basel-Landschaft. Geblieben sind ein Rundgraben sowie einige wenige Mauerreste, welche sich nur schwer vom Felsen unterscheiden lassen. Reste einer Steintreppe befinden sich im westlichen Teil der Anlage.
Vermutlich war die Burg im 13. Jahrhundert erbaut worden und diente den Herren von Bubendorf als eine Bleibe. Sie wurde wohl durch ein Feuer beschädigt und noch im gleichen Jahrhundert als Ruine zurückgelassen. Die Burg wird erst später, erstmals 1367, schriftlich erwähnt. Ausgrabungen fanden zwischen 1938 und 1942 statt.

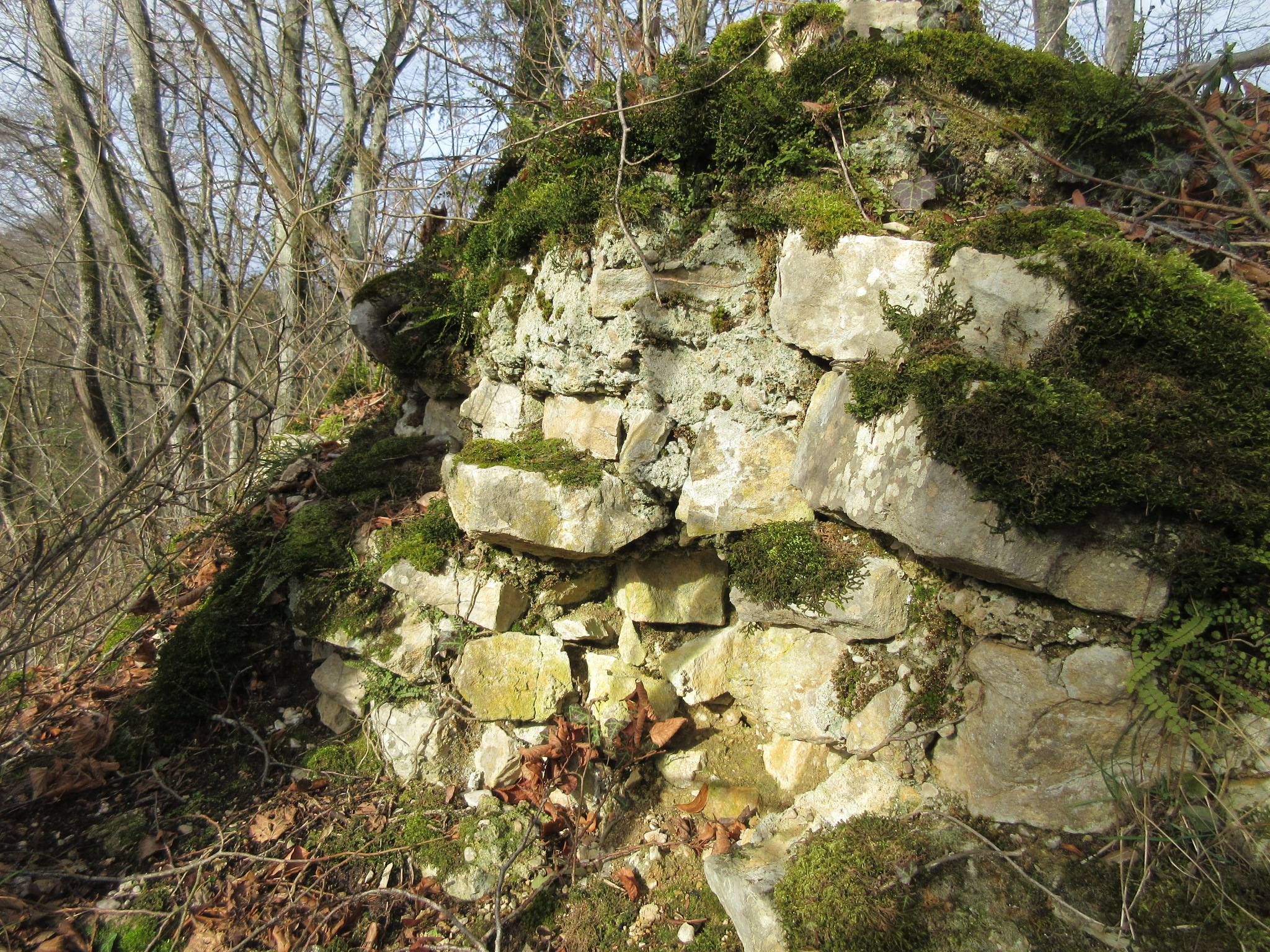
Wenige Mauerreste der Ruine (Fundament) im südlichen Teil der Anlage
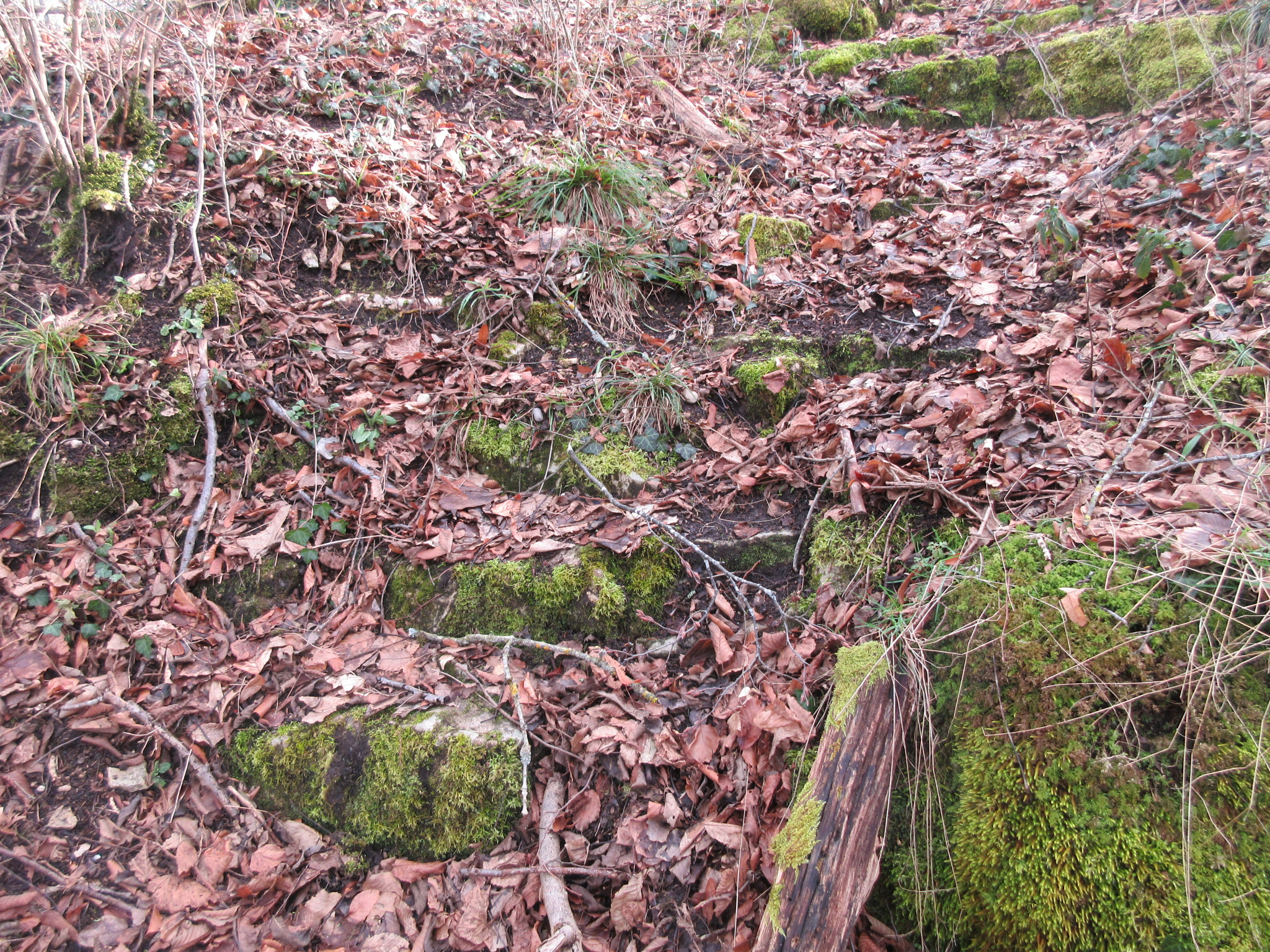
Überwucherte Treppenstufen im Westen der Anlage